# Margaret Meagher
Pour les articles homonymes, voir Meagher.
Blanche Margaret Meagher, née le 27 janvier 1911 à Halifax (Nouvelle-Écosse) et morte le 25 février 1999 au même endroit, est une diplomate canadienne. En 1958, elle devient la première femme canadienne à devenir ambassadrice. 

## Biographie
Elle est en poste comme ambassadrice en Israël (1958-1961), en Autriche (1962-1966) puis en Suède (1969-1973). Elle a également occupé des postes au Mexique et au Royaume-Uni, a été haut commissaire à Chypre, au Kenya et en Ouganda ainsi que présidente du bureau des gouverneurs de l'Agence internationale de l'énergie atomique.
En 1974, elle est décorée officier de l'ordre du Canada.

## Source
- (en) Cet article est partiellement ou en totalité issu de l’article de Wikipédia en anglais intitulé « Margaret Meagher » (voir la liste des auteurs).